# Toplanen
Toplanen eller Toplasjärvi är en sjö i Finland. Den ligger i kommunen S:t Michel i landskapet Södra Savolax, i den södra delen av landet, 220 km nordost om huvudstaden Helsingfors. Toplanen ligger 92,4 meter över havet. Arean är 2,12 kvadratkilometer och strandlinjen är 32,65 kilometer lång. Sjön  ingår i Vuoksens huvudavrinningsområde.   I omgivningarna runt Toplanen växer i huvudsak blandskog.
I övrigt finns följande i Toplanen:
- Sikstussaari (en ö)
- Selkäsaari (en ö)